# Stubbins Ffirth
Stubbins Ffirth (ur. 1784, zm. 1820) – amerykański lekarz.

## Życiorys
Urodził się w 1784 r. w Salem w stanie New Jersey i tam też się wychował. Studiował medycynę na University of Pennsylvania, od 1801 r. Na trzecim roku studiów Ffirth zaczął eksperymenty w celu ustalenia sposobu przenoszenia zakażenia żółtej febry, która występowała często w klimacie tropikalnym, ale incydentalnie tworzyła ogniska w zimniejszych miejscach (epidemia w Filadelfii w 1793 r. pochłonęła kilka tysięcy ofiar). Przyczyny choroby pozostawały wówczas nieznane, ale najpopularniejsza teoria, głoszona przez szanowanego lekarza Benjamina Rusha, mówiła o miazmatach lub złym powietrzu. Ffirth przeanalizował wcześniejsze epidemie żółtej febry i zauważył, że dotyka ona małego procenta populacji, a nawet osoby mające bezpośredni kontakt z chorymi lub zmarłymi nie zawsze chorują. Ffirth uważał, że za przenoszenie choroby odpowiadają płyny fizjologiczne i ekskrementy, w szczególności wymioty. W 1804 r. przeprowadził szereg eksperymentów, w których m.in. próbował karmić zwierzęta wymiocinami zmarłych na żółtą febrę. Wobec niepowodzeń eksperymentów na zwierzętach, Ffirth zaczął wprowadzać sobie wymiociny w nacięcia skóry, do żył i oczu, a także je inhalował, ale pozostał zdrowy mimo przeprowadzenia 15 eksperymentów. Wysnuł z tego wniosek, że choroba nie przenosi się bezpośredni między ludźmi, a właściwą przyczynę zakażenia, jakim jest osocze krwi przenoszone przez moskity, odkrył dopiero w 1901 r. Walter Reed. Zmarł w 1820 roku.